# Araras
Araras este un oraș în São Paulo (SP), Brazilia. 